# Гарагуля, Анатолий Григорьевич
Анатолий Григорьевич Гарагуля (1922—2004) — советский работник морского транспорта, капитан дальнего плавания.

## Биография
Родился в 1922 году в станице Казанской Краснодарского края в семье железнодорожника Григория Михайловича Гарагули, мать — Антонина Алексеевна Гарагуля (урождённая Некрасова) была домохозяйкой.
Окончив в 1940 году школу в Ставрополе, Анатолий поступил в этом же году в Мелитопольское военно-авиационное училище. После начала Великой Отечественной войны, окончив в октябре 1942 года училище, он после был направлен на фронт. Служил в авиации — был воздушным стрелком и штурманом, в звании лейтенанта в марте 1946 года демобилизовался. В этом же году Анатолий Гарагуля поступил в Одесское Высшее инженерно-морское училище (ныне Национальный университет «Одесская морская академия») на отделение судовождения, которое окончил в 1952 году.

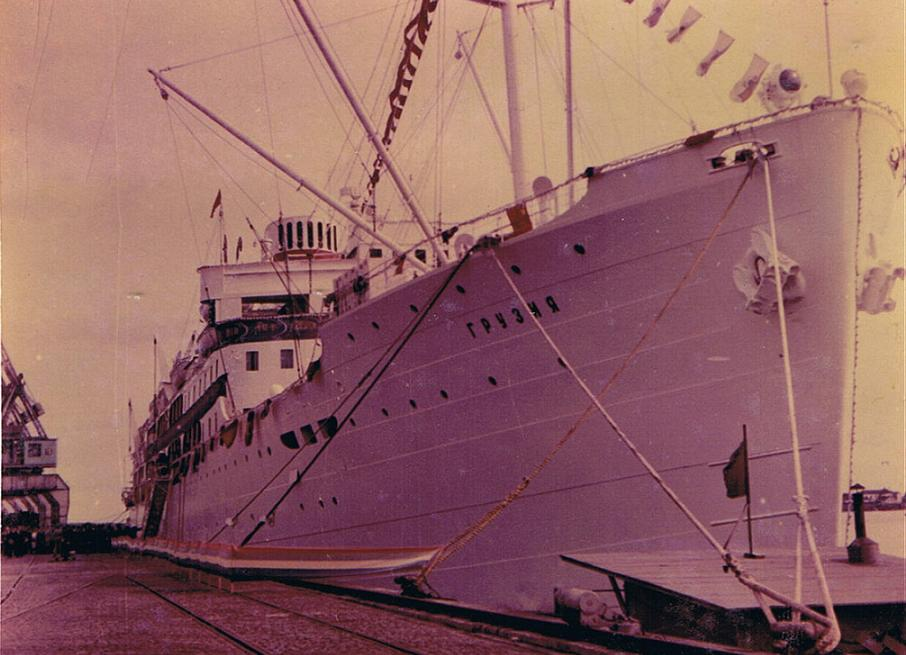
Теплоход «Грузия», 1962 год

Работал в Черноморском морском пароходстве помощником капитана, затем капитаном. Командовал экипажами судов «Краснодар», «Карл Маркс», «Тимирязев», «Адмирал Ушаков», «Адмирал Нахимов» и «Физик Вавилов». Участвовал в перевозке советских частей во время Карибского кризиса (на сухогрузе «Физик Вавилов»). В 1965 году Анатолий Григорьевич был назначен капитаном пассажирского теплохода «Грузия» (постройки 1939 года) вплоть до списания судна. В 1975 году становится капитаном нового одноимённого теплохода «Грузия», спущенного на воду в этом же году.
Именно благодаря работе на теплоходе «Грузия» Анатолий Григорьевич Гарагуля был знаком с Владимиром Высоцким и Мариной Влади, Василием Аксёновым и Булатом Окуджавой, Петром Тодоровским и Владимир Ивашовым, а также многими другими известными советскими деятелями культуры. Анатолию Гарагуле Владимир Высоцкий посвятил свои стихотворения. В 1970 году А. Г. Гарагуля снялся в фильме «Корона Российской империи, или Снова неуловимые» в роли капитана теплохода «Глория».
Был женат на Валерии Николаевне Смеловской, у них было два сына — Борис и Сергей, которые живут в Одессе.
Выйдя на пенсию, жил в Одессе, где умер в 2004 году.

## Награды
- Был награждён орденами Красного Знамени (1947), Трудового Красного Знамени (1960), Отечественной войны 1-й степени (1985) и Богдана Хмельницкого (1999), а также медалями, в числе которых «За отвагу» и «За оборону Советского Заполярья».
- Заслуженный работник транспорта Украины.